# Helcionelliformes
Helcionelliformes са разред изкопаеми морски мекотели известни днес с фосили на техните чепурки. Тези животни се появяват преди около 540 – 530 милиона години през ранен камбрий, а офосили от тях се откриват до периода на ранен ордовик.
Представителите на разреда вероятно са най-древните мекотели, които притежават черупки сходни с тези на охлювите. Вероятно те са и предци на всички групи черупчести мекотели. Черупчестите мекотели предхождат появата на най-ранните фосили от трилобити.

## Семейства
- †Helcionelloidea
- †Coreospiridae
- †Eurekapegma
- †Helcionellidae
- †Igarkiellidae
- †Oelandia
- †Protowenella
- †Tichkaella
- †Yochelcionelloidea
- †Stenothecidae
- †Trenellidae
- †Yochelcionellidae